# Adeste fideles
Adeste fideles (лат. «Придите, верные») — католический рождественский гимн, известный со второй половины XVIII века.

## История
Старейшая рукопись гимна (датирована 1743 или 1744 г.) была обнаружена во Франции, в бумагах английского католика в изгнании Джона Френсиса Вейда (1711—1786); ныне эта рукопись утрачена (сохранилось факсимиле). Раньше историки считали, что Вейд (который работал писцом) скопировал в свою рукопись некий старый гимн неизвестного автора (в качестве возможного автора гимна рассматривался, в частности, Святой Бонавентура). Однако дальнейшие исследования привели к выводу, что Вейд сам написал и слова, и музыку.
Джон Френсис Вейд был англичанином, но жил во Франции, где была большая колония английских католиков, объединившихся вокруг знаменитого католического колледжа. Вейд был католиком, но симпатизировал и английским якобитам. Он написал несколько месс, которые предвозвещали возвращение на родину изгнанных из Англии католиков. В рукопись с одной такой мессой и входил гимн «Adeste fideles». Текст гимна и его мелодия стали использоваться в службах Римско-католической церкви.
Когда изгнанные католики возвращались в Англию, они везли с собой гимн Вейда. Экземпляр гимна отправили в португальскую часовню в Лондоне. Там он часто использовался во время богослужений, где его в 1786 году и услышал герцог Лидский. Герцог назвал эту мелодию «Португальский гимн», разучил его с руководимой им группой певцов и под этим названием представил его на концерте Древней Музыки. До сих пор это название сохраняется в некоторых сборниках.
В тексте латинского оригинала было 4 куплета. Первый призывал заново представить младенца Иисуса в вифлеемском хлеву. Второй куплет напоминал, что Младенец Христос — это Сам Бог. Следующий куплет повествует о восторженном пении ангельского хора, которое услышали бедные пастухи. Заключительный куплет воздаёт славу и поклонение Слову, нашему Господу, который от начала времени с Отцом.
В 1841 году англиканский священник Фредерик Оукли (позднее перешедший в Католическую Церковь), перевёл его на современный английский язык. Сначала Оукли добавил несколько куплетов, повторяющих евангельское повествование о Рождестве, но позже исключил их из окончательного варианта, опубликованного в сборнике гимнов в 1852 году. Перевод на английский язык сделал гимн популярным среди англикан.
Гимн «Adeste fideles» ныне исполняется католиками разных стран в переводе на родной (современный) язык, например, у англоязычных англ. O come, all ye faithful, у франкофонов фр. Accourez, fidèles, у немцев нем. Herbei, o ihr Gläub’gen и т. п. Официальная католическая версия на русском языке «О верные Богу» опубликована в песеннике «Воспойте Господу» (М., 2006). Гимн вошёл и в протестантское богослужение, при этом к строфе с «глорией» протестанты типично добавляют «Soli Deo gloria!», то есть «Только Богу слава!», в переводе на соответствующий новоевропейский язык.

## Текст

### Оригинальный текст
1. Adeste fideles laeti triumphantes,
Venite, venite in Bethlehem.
Natum videte regem angelorum.
(R.) Venite adoremus
Venite adoremus
Venite adoremus Dominum.
2. Deum de Deo, lumen de lumine
Gestant puellae viscera.
Deum verum, genitum non factum.
(R.) Venite adoremus…
3. Cantet nunc Io chorus angelorum;
Cantet nunc aula caelestium:
Gloria in excelsis Deo.
(R.) Venite adoremus…
4. Ergo qui natus die hodierna.
Jesu, tibi sit gloria,
Patris aeterni verbum caro factum.
(R.) Venite adoremus…

### Оригинальный текст (добавления)
Ниже следуют строфы, добавленные в латинский оригинал (разными авторами) XVIII—XIX веков

En, grege relicto, humiles ad cunas
Vocati pastores approperant:
Et nos ovanti.
gradu festinemus
Aeterni Parentis splendorem aeternum
Velatum sub carne videbimus
Deum infantem,
Pannis involutum
Pro nobis egenum et fœno cubantem,
Piis foveamus amplexibus.
Sic nos amantem
Quis non redamaret?
Stella duce, magi Christum adorantes,
Aurum, tus et myrrham dant munera.
Iesu infanti
Corda praebeamus.

### Русский перевод (1)
Х. Восканова, П. Сахаров (сборник «Воспойте Господу», № 62)

О верные Богу, радостно ликуйте!
придите, придите во град Вифлеем.
Царь там родился, Царь небесных воинств.
Придите поклониться,
Придите поклониться,
Придите поклониться Господу!
Бог от Бога, Свет от Света,
Носило лоно пречистое.
Он — Бог рождённый, истинный, нетварный.
Вот, стадо оставив, зову повинуясь,
Подходят смиренные пастухи.
Мы вслед за ними поспешим с весельем.
Предвечного Бога вечное сиянье
Увидим под плотью сокрытое:
В ветхих пелёнках Господа-Младенца.
Рождённого в дар нам, спящего в соломе
Согреем же ласково своим теплом.
Богу любовью на любовь ответим.
Песни воспойте, ангелы, Младенцу,
Воспойте же силы небесные:
Слава в вышних, слава в вышних Богу!
Рождённому в мир сей нынешнею ночью
Тебе, Иисусе, да будет хвала -
Отчему Слову, ставшему плотью!
Звездою ведомы, с ладаном и смирной,
Со златом к Младенцу идут волхвы.
Мы же Ему сердца свои подарим.

### Русский перевод (2)
Д. Ясько (Гимны христиан № 204)
Придите к Младенцу,
Верные, с весельем!
Придите скорее к Нему в Вифлеем!
Царь нам родился,
Царь всего творенья!
Придите поклониться,
Придите поклониться,
Придите поклониться, Господу!
Небесные хоры,
Пойте с ликованьем,
Небесные силы, звучите хвалой!
Слава во веки,
Слава в вышних Богу!
Иисус наш, с молитвой
Мы к Тебе приходим,
Тебе честь и славу от сердца поём,
Вечное Слово
К нам пришло во плоти.

### Русский перевод (3)
Б. Казачков («Зелёный» сборник ЕЛЦИ, 1992)
Ступайте, все верные, пойте, торжествуя,

Придите, придите в Вифлеем!

Чудный Младенец в спасенье нам родился.

Придите поклониться,

Придите поклониться,

Придите поклониться Младенцу Христу!

Ты — Царь наш Преславный, Ты — воинств Повелитель,

Покоишься в яслях на грешной земле,

Истинный Бог наш, от вечности рождённый!

Придите поклониться,

Придите поклониться,

Придите поклониться Младенцу Христу!

Воспойте вы Господа, ангельские хоры,

Ликуйте, ликуйте, святые все!

Слава да будет Творцу во всем творенье!

Придите поклониться,

Придите поклониться,

Придите поклониться Младенцу Христу!

Тебе, Кто для нас днесь родился Человеком,

Господь Иисус, да будет честь и хвала, -

Слову предвечному, сегодня плотью ставшему!

Придите поклониться,

Придите поклониться,

Придите поклониться Младенцу Христу!

### Рус. перевод (4)
Автор перевода неизвестен (баптистский сб. «Песнь Возрождения» 688)

Придите к Младенцу, верные, с весельем!

Придите скорее к Нему в Вифлеем!

Царь вам родился, Царь всего творенья.

Придите поклониться Младенцу Христу!

Небесные хоры песнь хвалы воспели

Рождённому в яслях Царю всех царей:

«Слава вовеки, Слава в вышних Богу!..»

Придите поклониться Младенцу Христу!

Спаситель, с молитвой мы к Тебе приходим,

Тебе честь и славу от сердца поем.

Вечное Божье Слово воплотилось.

Придите поклониться Младенцу Христу! 

## В музыке
Мелодию гимна «Adeste fideles» неоднократно обрабатывали профессиональные композиторы, например, Чарлз Айвз (прелюдия для органа, ок. 1903).

## В литературе
- В романе Джоан Роулинг «Гарри Поттер и Кубок огня» упоминается, что один из заколдованных рыцарских доспехов в рождественские праздники исполнял этот гимн, но помнил только его половину.